# Live! (Africando)
Pour les articles homonymes, voir Liste des albums intitulés Live et Live!.
 (novembre 2016).
Si vous disposez d'ouvrages ou d'articles de référence ou si vous connaissez des sites web de qualité traitant du thème abordé ici, merci de compléter l'article en donnant les références utiles à sa vérifiabilité et en les liant à la section « Notes et références ».
Albums de Africando
Betece
(2000) Martina
(2001)
Live ! Africando est un album live du groupe Africando sorti en 2001.

## Listes des pistes
CD 1
| No | Titre               | Auteur          | Durée |
| -- | ------------------- | --------------- | ----- |
| 1. | Intro - Balafon     | Africando       | 2:28  |
| 2. | Apollo              | Sekouba Bambino | 6:17  |
| 3. | Trovador            | Ronnie Baró     | 6:05  |
| 4. | Damagasi            | Gnonnas Pedro   | 6:11  |
| 5. | Naliye Gnimo        | Bailly Spinto   | 5:55  |
| 6. | Colombia Mi Corazón | Ronnie Baró     | 9:00  |
| 7. | Irma Koï            | Gnonnas Pedro   | 7:11  |
| 8. | Katiana             | Eugene Shoubou  | 5:15  |
| 9. | Mandali             | Médoune Diallo  | 6:40  |

CD 2
| No | Titre                  | Auteur          | Durée |
| -- | ---------------------- | --------------- | ----- |
| 1. | Présentation Musicos   | Africando       | 2:42  |
| 2. | Betece                 | Amadou Balaké   | 5:53  |
| 3. | La Musica en Vérité    | Gnonnas Pedro   | 4:38  |
| 4. | Dalaka                 | Sekouba Bambino | 7:25  |
| 5. | Gouye Gui              | Medoune Diallo  | 7:08  |
| 6. | Grog Mwin-Guantanamera | Eugene Shoubou  | 8:01  |
| 7. | Yay Boy                | Ronnie Baró     | 4:41  |
| 8. | Doni Doni              | Africando       | 7:53  |

## Musiciens ayant participé à cet album

### Chanteur d'Africando
- Medoune Diallo
- Gnonnas Pedro
- Amadou Balaké
- Ronnie Baró
- Eugène Soubou
- Sekouba Bambino

### Invité
- Salif Keita
- Bailly Spinto